# Episodi di Inazuma Eleven Ares
Questa è la lista degli episodi della serie anime Inazuma Eleven Ares, quinta della saga di Inazuma Eleven, tratta dal videogioco Inazuma Eleven Ares no Tenbin. È iniziata dopo la fine della serie Inazuma Eleven GO Galaxy. Conta 26 episodi, più un episodio speciale denominato Inazuma Eleven Reloaded, ed è stata trasmessa in Giappone su TV Tokyo dall'6 aprile 2018 al 28 settembre 2018. In Italia i primi 14 episodi (saltando l'episodio speciale) sono stati trasmessi in anteprima il 12 maggio 2019, mentre la trasmissione ufficiale della serie è iniziata su Rai Gulp a partire dal 28 maggio 2019 ed è terminata il 23 giugno 2019.

## Episodi
| Nº | Titolo italiano Giapponese 「Kanji」 - Rōmaji                                                        | In onda           | In onda        |
| Nº | Titolo italiano Giapponese 「Kanji」 - Rōmaji                                                        | Giapponese        | Italiano       |
| 0  | Inazuma Eleven Reloaded 「イナズマイレブン リローデッド ～サッカーの変革～」                         | 5 aprile 2018     | 28 maggio 2019 |
| 1  | Il cammino verso il domani 「明日への船出」 - Ashita e no funade                                     | 6 aprile 2018     | 12 maggio 2019 |
| 2  | Furore in campo 「フィールドの悪魔」 - Fīrudo no akuma                                               | 6 aprile 2018     | 12 maggio 2019 |
| 3  | Il misterioso Mister Yi 「謎の監督 趙金雲」 - Nazo no kantoku chō Kin Un                             | 20 aprile 2018    | 12 maggio 2019 |
| 4  | Una fortezza inespugnabile 「落とせるか！難攻不落の要塞」 - Otoseru ka! Nankōfuraku no yōsai         | 27 aprile 2018    | 12 maggio 2019 |
| 5  | L'ombra della stella 「星章学園の闇」 - Seishō gakuen no yami                                        | 4 maggio 2018     | 12 maggio 2019 |
| 6  | Un asso all'attacco 「炎のエースストライカー」 - Honō no ēsu sutoraikā                               | 11 maggio 2018    | 12 maggio 2019 |
| 7  | L'alba del futuro 「見え始める光」 - Miehajimeru hikari                                              | 18 maggio 2018    | 12 maggio 2019 |
| 8  | Autogestione 「監督のいない日」 - Kantoku no inai hi                                                 | 25 maggio 2018    | 12 maggio 2019 |
| 9  | Una tattica geniale 「総帥 影山零治の奇策」 - Sōsui Kageyama Reiji no kisaku                         | 1º giugno 2018    | 12 maggio 2019 |
| 10 | Pinguino contro Orso 「激突！皇帝ペンギンVS北極グマ!!」 - Gekitotsu! Kōtei Pengin VS Hokkyoku Guma!! | 8 giugno 2018     | 12 maggio 2019 |
| 11 | Il ragazzo baciato dal sole 「決戦前夜 明日人の決意」 - Kessen zen'ya Asuto no ketsui                | 15 giugno 2018    | 12 maggio 2019 |
| 12 | La forza della passione 「燃える灰崎」 - Moeru Haizaki                                               | 22 giugno 2018    | 12 maggio 2019 |
| 13 | La tempesta perfetta 「壮絶！嵐の最終局面!!」 - Sōzetsu! Arashi no saishū kyokumen!!                 | 29 giugno 2018    | 12 maggio 2019 |
| 14 | L'imperatore della luna 「月光のエンペラー」 - Gekkō no enperā                                       | 6 luglio 2018     | 12 maggio 2019 |
| 15 | L'agonia dell'imperatore 「皇帝の苦悩」 - Kōtei no kunō                                              | 13 luglio 2018    | 12 giugno 2019 |
| 16 | Principi dei ghiacci 「雪原のダブルプリンス」 - Setsugen no daburu purinsu                           | 20 luglio 2018    | 13 giugno 2019 |
| 17 | Esplosione di ghiaccio 「爆裂！雪姫大作戦！」 - Bakuretsu! Yuki hime daisakusen                      | 27 luglio 2018    | 14 giugno 2019 |
| 18 | Le due anime dell'Alia 「お日さま園の夢」 - Ohisama-en no yume                                       | 3 agosto 2018     | 15 giugno 2019 |
| 19 | Uno contro tutti 「究極の個人技」 - Kyūkyoku no kojin-gi                                             | 10 agosto 2018    | 16 giugno 2019 |
| 20 | La tecnica segreta 「必殺奥義、その名は…」 - Hissatsu ōgi, sono na wa...                             | 17 agosto 2018    | 17 giugno 2019 |
| 21 | Disarmonia 「バラバラのイレブン」 - Barabara no irebun                                               | 24 agosto 2018    | 18 giugno 2019 |
| 22 | I conti con il passato 「伝説の船長」 - Densetsu no sencho                                           | 31 agosto 2018    | 19 giugno 2019 |
| 23 | Oltre la leggenda 「伝説を乗り越えろ！」 - Densetsu o norikoero!                                     | 7 settembre 2018  | 20 giugno 2019 |
| 24 | Verso la finale 「野坂の宣戦布告」 - Nosaka no sensen fukoku                                         | 14 settembre 2018 | 21 giugno 2019 |
| 25 | La finale 「激突するサッカー！！」 - Gekitotsu suru sakkā!!                                          | 21 settembre 2018 | 22 giugno 2019 |
| 26 | I campioni 「てっぺんへダッシュ！」 - Teppen e dasshu!                                               | 28 settembre 2018 | 23 giugno 2019 |